# 博爾涅區
博爾涅區，是海地的區，位於該國北部，由北部省負責管轄，面積327.3平方公里，海拔高度520米，2015年該區人口116,800，人口密度為每平方公里356.9人。